# 福井県道122号芦原温泉停車場線
福井県道122号芦原温泉停車場線 （ふくいけんどう122ごう あわらおんせんていしゃじょうせん）は福井県あわら市内の県道および駅と集落を結ぶ一般県道である。

## 概要
起点の北陸新幹線・ハピラインふくい線:芦原温泉駅から福井県道9号芦原丸岡線と接続している県道である。

### 路線データ
- 起点：あわら市芦原温泉駅
- 終点：同市十日交差点
- 実延長:500m

## 路線状況
- 片側一車線で、右折レーンや歩道も設けられた高規格な道路となっている。

## 地理

### 通過する自治体
- 福井県あわら市

### 接続道路
- 福井県道123号芦原温泉停車場北野線（あわら市春宮一丁目・芦原温泉停車場、起点）
- 福井県道153号水口牛ノ谷線（あわら市春宮二丁目・水口交差点）
- 福井県道9号芦原丸岡線（あわら市春宮二丁目・十日交差点、終点）

### 沿線
- 北陸新幹線・ハピラインふくい線：芦原温泉駅
- 芦原温泉